# Dirka po Italiji 1993
Dirka po Italiji 1993 (italijansko Giro d'Italia 1993) je 76. izvedba dirke po Italiji, tritedenske moške cestne kolesarske etapne dirke. Začela se je 23. maja v Porto Azzurru in končala 13. junija v Milanu. Sodelovalo je 180 kolesarjev iz 20-ih ekip. Rožnato majico je drugič zapored osvojil Miguel Induráin (Banesto), drugo mesto Pjotr Ugrumov (Mecair–Ballan), tretje pa Claudio Chiappucci (Carrera Jeans–Tassoni). Vijolično majico je osvojil Adriano Baffi (Mercatone Uno–Zucchini–Medeghini), modro majico Ján Svorada (Lampre-Polti), zeleno majico Claudio Chiappucci (Carrera Jeans–Tassoni), belo majico pa Pavel Tonkov (Lampre-Polti).

## Ekipe
- Amore & Vita–Galatron
- Ariostea
- Artiach–Filipinos–Chiquilin
- Banesto
- Carrera Jeans–Tassoni
- Castorama
- Festina–Lotus
- GAN
- Gatorade–Mega Drive–Kenwood
- GB–MG Maglificio
- Jolly Componibili–Club 88
- Kelme–Xacobeo
- Lampre-Polti
- Eldor–Viner
- Mecair–Ballan
- Mercatone Uno–Zucchini–Medeghini
- Motorola
- Navigare–Blue Storm
- Team Telekom
- ZG Mobili

## Etape
| Etapa | Datum     | Štart/Cilj                    | Razdalja    | Tip         | Tip                  | Zmagovalec               |             |
| ----- | --------- | ----------------------------- | ----------- | ----------- | -------------------- | ------------------------ | ----------- |
| 1a    | 23. maj   | Porto Azzurro – Portoferraio  | 85 km       |             | gorska etapa         | Moreno Argentin (ITA)    |             |
| 1b    | 23. maj   | Portoferraio                  | 9 km        |             | posamični kronometer | Maurizio Fondriest (ITA) |             |
| 2     | 24. maj   | Grosseto – Rieti              | 224 km      |             | ravninska etapa      | Adriano Baffi (ITA)      |             |
| 3     | 25. maj   | Rieti – Scanno                | 153 km      |             | gorska etapa         | Pjotr Ugrumov (LAT)      |             |
| 4     | 26. maj   | Lago di Scanno – Marcianise   | 179 km      |             | ravninska etapa      | Fabio Baldato (ITA)      |             |
| 5     | 27. maj   | Paestum – Terme Luigiane      | 210 km      |             | gorska etapa         | Dimitrij Konišev (RUS)   |             |
| 6     | 28. maj   | Villafranca Tirrena – Messina | 130 km      |             | ravninska etapa      | Guido Bontempi (ITA)     |             |
| 7     | 29. maj   | Capo d'Orlando – Agrigento    | 240 km      |             | ravninska etapa      | Bjarne Riis (DEN)        |             |
| 8     | 30. maj   | Agrigento – Palermo           | 140 km      |             | ravninska etapa      | Adriano Baffi (ITA)      |             |
|       | 31. maj   | dan počitka                   | dan počitka | dan počitka | dan počitka          | dan počitka              | dan počitka |
| 9     | 1. junij  | Montelibretti – Fabriano      | 216 km      |             | ravninska etapa      | Giorgio Furlan (ITA)     |             |
| 10    | 2. junij  | Senigallia – Senigallia       | 28 km       |             | posamični kronometer | Miguel Induráin (ESP)    |             |
| 11    | 3. junij  | Senigallia – Dozza            | 184 km      |             | ravninska etapa      | Fabiano Fontanelli (ITA) |             |
| 12    | 4. junij  | Dozza – Asiago                | 239 km      |             | gorska etapa         | Dimitrij Konišev (RUS)   |             |
| 13    | 5. junij  | Asiago – Corvara              | 220 km      |             | gorska etapa         | Moreno Argentin (ITA)    |             |
| 14    | 6. junij  | Corvara – Corvara             | 245 km      |             | gorska etapa         | Claudio Chiappucci (ITA) |             |
| 15    | 7. junij  | Corvara – Lumezzane           | 263 km      |             | gorska etapa         | Davide Cassani (ITA)     |             |
| 16    | 8. junij  | Lumezzane – Borgo Val di Taro | 181 km      |             | ravninska etapa      | Fabio Baldato (ITA)      |             |
| 17    | 9. junij  | Varazze – Pontechianale       | 223 km      |             | gorska etapa         | Marco Saligari (ITA)     |             |
| 18    | 10. junij | Sampeyre – Fossano            | 150 km      |             | ravninska etapa      | Adriano Baffi (ITA)      |             |
| 19    | 11. junij | Pinerolo – Sestriere          | 55 km       |             | gorski kronometer    | Miguel Induráin (ESP)    |             |
| 20    | 12. junij | Torino – Santuario di Oropa   | 162 km      |             | gorska etapa         | Massimo Ghirotto (ITA)   |             |
| 21    | 13. junij | Biella – Milano               | 166 km      |             | ravninska etapa      | Fabio Baldato (ITA)      |             |
|       | Skupaj    | Skupaj                        | 3702 km     | 3702 km     | 3702 km              | 3702 km                  | 3702 km     |

## Razvrstitev po klasifikacijah
| Etapa  | Zmagovalec         | Rožnata majica · | Vijolična majica · | Zelena majica ·      | Bela majica ·        | Modra majica · | Ekipno po času        |
| ------ | ------------------ | ---------------- | ------------------ | -------------------- | -------------------- | -------------- | --------------------- |
| 1a     | Moreno Argentin    | Moreno Argentin  | Moreno Argentin    | brez                 | Francesco Casagrande | brez           | Mecair–Ballan         |
| 1b     | Maurizio Fondriest | Moreno Argentin  | Moreno Argentin    | brez                 | Eddy Seigneur        | brez           | Mecair–Ballan         |
| 2      | Adriano Baffi      | Moreno Argentin  | Marco Saligari     | Francesco Casagrande | Francesco Casagrande | brez           | Mecair–Ballan         |
| 3      | Pjotr Ugrumov      | Moreno Argentin  | Marco Saligari     | Francesco Casagrande | Francesco Casagrande | Stefano Colagè | Mecair–Ballan         |
| 4      | Fabio Baldato      | Moreno Argentin  | Marco Saligari     | Francesco Casagrande | Francesco Casagrande | Stefano Colagè | Mecair–Ballan         |
| 5      | Dimitrij Konišev   | Moreno Argentin  | Marco Saligari     | Francesco Casagrande | Francesco Casagrande | Ján Svorada    | Carrera Jeans–Tassoni |
| 6      | Guido Bontempi     | Moreno Argentin  | Adriano Baffi      | Francesco Casagrande | Francesco Casagrande | Ján Svorada    | Carrera Jeans–Tassoni |
| 7      | Bjarne Riis        | Moreno Argentin  | Adriano Baffi      | Francesco Casagrande | Francesco Casagrande | Ján Svorada    | Ariostea              |
| 8      | Adriano Baffi      | Moreno Argentin  | Adriano Baffi      | Mariano Piccoli      | Francesco Casagrande | Stefano Colagè | Ariostea              |
| 9      | Giorgio Furlan     | Moreno Argentin  | Adriano Baffi      | Mariano Piccoli      | Francesco Casagrande | Stefano Colagè | Ariostea              |
| 10     | Miguel Induráin    | Miguel Induráin  | Adriano Baffi      | Mariano Piccoli      | Francesco Casagrande | Stefano Colagè | Mecair–Ballan         |
| 11     | Fabiano Fontanelli | Bruno Leali      | Adriano Baffi      | Mariano Piccoli      | Francesco Casagrande | Stefano Colagè | Lampre-Polti          |
| 12     | Dimitrij Konišev   | Bruno Leali      | Adriano Baffi      | Mariano Piccoli      | Pavel Tonkov         | Stefano Colagè | Lampre-Polti          |
| 13     | Moreno Argentin    | Bruno Leali      | Adriano Baffi      | Mariano Piccoli      | Pavel Tonkov         | Ján Svorada    | Lampre-Polti          |
| 14     | Claudio Chiappucci | Miguel Induráin  | Adriano Baffi      | Claudio Chiappucci   | Pavel Tonkov         | Stefano Colagè | Carrera Jeans–Tassoni |
| 15     | Davide Cassani     | Miguel Induráin  | Adriano Baffi      | Mariano Piccoli      | Pavel Tonkov         | Stefano Colagè | Carrera Jeans–Tassoni |
| 16     | Fabio Baldato      | Miguel Induráin  | Maurizio Fondriest | Mariano Piccoli      | Pavel Tonkov         | Stefano Colagè | Carrera Jeans–Tassoni |
| 17     | Marco Saligari     | Miguel Induráin  | Maurizio Fondriest | Mariano Piccoli      | Pavel Tonkov         | Ján Svorada    | Carrera Jeans–Tassoni |
| 18     | Adriano Baffi      | Miguel Induráin  | Adriano Baffi      | Claudio Chiappucci   | Pavel Tonkov         | Ján Svorada    | Lampre-Polti          |
| 19     | Miguel Induráin    | Miguel Induráin  | Adriano Baffi      | Claudio Chiappucci   | Pavel Tonkov         | Ján Svorada    | Lampre-Polti          |
| 20     | Massimo Ghirotto   | Miguel Induráin  | Adriano Baffi      | Claudio Chiappucci   | Pavel Tonkov         | Ján Svorada    | Lampre-Polti          |
| 21     | Fabio Baldato      | Miguel Induráin  | Adriano Baffi      | Claudio Chiappucci   | Pavel Tonkov         | Ján Svorada    | Lampre-Polti          |
| Skupaj | Skupaj             | Miguel Induráin  | Adriano Baffi      | Claudio Chiappucci   | Pavel Tonkov         | Ján Svorada    | Lampre-Polti          |

## Končna razvrstitev
| Legenda | Legenda                                   | Legenda | Legenda                                       |
| ------- | ----------------------------------------- | ------- | --------------------------------------------- |
|         | Predstavlja vodilnega v skupnem seštevku  |         | Predstavlja vodilnega v razvrstitvi Intergiro |
|         | Predstavlja vodilnega po točkah           |         | Predstavlja vodilnega v gorski razvrstitvi    |
|         | Predstavlja najboljšega mladega kolesarja |         |                                               |

### Rožnata majica
| Poz. | Kolesar                  | Ekipa                 | Čas         |
| ---- | ------------------------ | --------------------- | ----------- |
| 1    | Miguel Induráin (ESP)    | Banesto               | 98h 09' 44" |
| 2    | Pjotr Ugrumov (LAT)      | Mecair–Ballan         | + 58"       |
| 3    | Claudio Chiappucci (ITA) | Carrera Jeans–Tassoni | + 5' 27"    |
| 4    | Massimiliano Lelli (ITA) | Ariostea              | + 6' 09"    |
| 5    | Pavel Tonkov (RUS)       | Lampre-Polti          | + 7' 11"    |
| 6    | Moreno Argentin (ITA)    | Mecair–Ballan         | + 9' 12"    |
| 7    | Vladimir Pulnikov (RUS)  | Carrera Jeans–Tassoni | + 11' 30"   |
| 8    | Maurizio Fondriest (ITA) | Lampre-Polti          | + 12' 53"   |
| 9    | Stephen Roche (IRL)      | Carrera Jeans–Tassoni | + 13' 31"   |
| 10   | Zenon Jaskuła (POL)      | GB–MG Maglificio      | + 13' 41"   |

### Vijolična majica
| Poz. | Kolesar                  | Ekipa                            | Točke |
| ---- | ------------------------ | -------------------------------- | ----- |
| 1    | Adriano Baffi (ITA)      | Mercatone Uno–Zucchini–Medeghini | 228   |
| 2    | Maurizio Fondriest (ITA) | Lampre-Polti                     | 187   |
| 3    | Miguel Induráin (ESP)    | Banesto                          | 167   |
| 4    | Fabio Baldato (ITA)      | GB–MG Maglificio                 | 164   |
| 5    | Moreno Argentin (ITA)    | Mecair–Ballan                    | 141   |

### Zelena majica
| Poz. | Kolesar                  | Ekipa                            | Točke |
| ---- | ------------------------ | -------------------------------- | ----- |
| 1    | Claudio Chiappucci (ITA) | Carrera Jeans–Tassoni            | 42    |
| 2    | Mariano Piccoli (ITA)    | Mercatone Uno–Zucchini–Medeghini | 40    |
| 3    | Miguel Induráin (ESP)    | Banesto                          | 33    |
| 3    | Gianluca Bortolami (ITA) | Lampre-Polti                     | 33    |
| 5    | Pjotr Ugrumov (LAT)      | Mecair–Ballan                    | 32    |

### Bela majica
| Poz. | Kolesar                    | Ekipa                            | Čas          |
| ---- | -------------------------- | -------------------------------- | ------------ |
| 1    | Pavel Tonkov (RUS)         | Lampre-Polti                     | 98h 16' 55"  |
| 2    | Wladimir Belli (ITA)       | Lampre-Polti                     | + 11' 35"    |
| 3    | Francesco Casagrande (ITA) | Mercatone Uno–Zucchini–Medeghini | + 1h 07' 38" |
| 4    | Kai Hundertmarck (GER)     | Motorola                         | + 1h 15' 15" |
| 5    | Vladislav Bobrik (RUS)     | Mecair–Ballan                    | + 1h 43' 22" |

### Modra majica
| Poz. | Kolesar               | Ekipa                            | Čas         |
| ---- | --------------------- | -------------------------------- | ----------- |
| 1    | Ján Svorada (CZE)     | Lampre-Polti                     | 53h 10' 33" |
| 2    | Stefano Colagè (ITA)  | ZG Mobili                        | + 40"       |
| 3    | Miguel Induráin (ESP) | Banesto                          | + 41"       |
| 4    | Adriano Baffi (ITA)   | Mercatone Uno–Zucchini–Medeghini | + 1' 10"    |
| 5    | Pjotr Ugrumov (LAT)   | Mecair–Ballan                    | + 1' 42"    |

### Ekipno po času
| Poz. | Ekipa                            | Čas          |
| ---- | -------------------------------- | ------------ |
| 1    | Lampre-Polti                     | 294h 50' 53" |
| 2    | Carrera Jeans–Tassoni            | + 2' 24"     |
| 3    | Ariostea                         | + 6' 47"     |
| 4    | Mecair–Ballan                    | + 9' 59"     |
| 5    | Mercatone Uno–Zucchini–Medeghini | + 22' 56"    |

### Ekipno po točkah
| Poz. | Ekipa                            | Točke |
| ---- | -------------------------------- | ----- |
| 1    | Ariostea                         | 531   |
| 2    | Mercatone Uno–Zucchini–Medeghini | 460   |
| 3    | Lampre-Polti                     | 444   |
| 4    | Carrera Jeans–Tassoni            | 417   |
| 5    | Mecair–Ballan                    | 383   |